# 耶律忙古带
耶律忙古带（?—?），元朝将领，太傅耶律秃花曾孙，耶律朱哥之孙，耶律宝童之子。
忽必烈时，耶律忙古带被赐金符，袭父职，为随路新军总管，统领山西两路新军。跟随四川行省也速答兒征蜀。至元五年（1268年）八月，奉命带兵六千征思州、播州、建都，有功。至元十一年（1274年）正月，带着新旧军万余人驻守建都，建立建都宁远都护府，兼领互市监。六月，率领武卫军南征。至元十二年（1275年）正月，率领汉军万人跟随侍卫亲军指挥使扎的失领蒙古军二千至蔡州（今河南省汝南县）。至元十九年（1282年）八月，征伐罗氏鬼国（今贵州省西北部），升管军万户。至元二十一年（1284年）从攻罗必甸（今云南省元江县），至云南，奉诏征缅，迎云南王也先帖木儿。金齿、白衣、答奔诸蛮，常在险要设伏，忙古带奋击破敌，十余战至缅境，开金齿道，奉云南王还师，转任副都元帅。跟随诸王阿台征交趾，与交趾昭文王在白鹤江作战，夺其战舰八十七艘。又跟随云南王攻破罗必甸。至元二十九年（1292年），入觐。元成宗即位，授乌撒乌蒙等处宣慰使，兼管军万户，转任大理金齿等处宣慰使都元帅。大德六年（1302年），云南行省命他率师讨平乌撒（今云南省威宁县）、罗罗斯（今四川省凉山州）之乱。朝廷赐钞三千贯、银五十两、金鞍辔及弓矢，以表彰其功。大德九年（1305年），讨伐普安（今贵州省普安县）、罗雄州，擒杀首领阿填。进升为骠骑卫上将军，遥授云南诸路行中书省左丞，行大理金齿等处宣慰使都元帅，在军中去世。至大四年（1311年），赠龙虎卫上将军、平章政事，追封濮国公，谥威愍。其子火你赤，袭万户。

## 延伸阅读
[在维基数据编辑]
 《新元史/卷135》，出自柯劭忞《新元史》
 《新元史/卷146》，出自柯劭忞《新元史》